# Quarto (araldica)
Quarto è un termine utilizzato in araldica per indicare la quarta parte dello scudo segnata dall'inquartato.

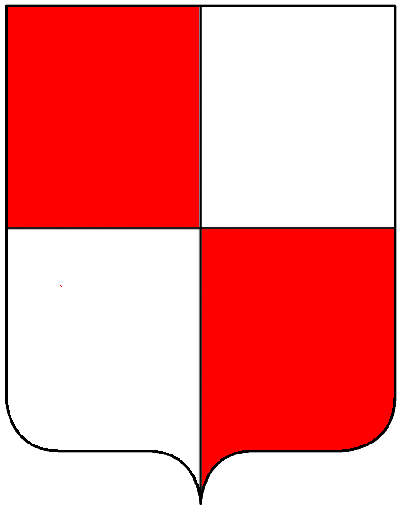
Nel 1° e 4° quarto: di rosso; nel 2° e 3° quarto: d'argento

Esiste anche l'espressione quarti di nobiltà per indicare il numero di ascendenti diretti nobili di un candidato all'ammissione a particolari ordini cavallereschi. Taluni ordini, infatti, ammettono solo quei cavalieri che possano dimostrare di appartenere ad una famiglia nobile da più di una generazione.